# Rolante
Rolante est une ville brésilienne de la mésorégion métropolitaine de Porto Alegre, capitale de l'État du Rio Grande do Sul, faisant partie de la microrégion de Gramado-Canela et située à 91 km au nord-est de Porto Alegre. Elle se situe à une latitude de 29° 39′ 06″ sud et à une longitude de 50° 34′ 42″ ouest, à 300 m d'altitude. Sa population était estimée à 19 213 en 2007, pour une superficie de 297 km2. L'accès s'y fait par les RS-020, RS-239 et RS-474.
Au XVIIe siècle, Rolante était une étape de repos importante pour les conducteurs de bétail sur la route de la Capitainerie de São Paulo. Celle-ci se faisait le long d'un cours d'eau impétueux, roulant (rolante, en portugais) des eaux tumultueuses en période de crues. De là, l'origine du toponyme.
Les premiers Européens à peupler le territoire de l'actuelle Rolante furent les colons portugais du Brésil. La colonisation proprement dite de la commune commença en 1882 avec la venue des premières familles d'origine ou de descendance germanique. Une seconde vague de ceux-ci arriva en 1924. Les premiers Italiens était sur le terrain depuis 1890. 
Les points culminants sont le Pic do Canta Galo, 855 m, et le sommet du Morro Grande, 841 m.
Toutes les années a lieu dans la municipalité un Festival du vin.

## Villes voisines
- São Francisco de Paula
- Riozinho
- Santo Antônio da Patrulha
- Taquara